# Synja (fiume)
La Synja (in russo  Сыня?) è un fiume della Russia siberiana nordoccidentale, affluente di sinistra dell'Ob'. Scorre nel Šuryškarskij rajon nella parte ovest del Circondario autonomo Jamalo-Nenec (Oblast' di Tjumen').

## Descrizione
La Synja ha origine dalla unione di due rami sorgentizi: Mokraja Synja (Мокрая Сыня), lungo 87 km, e Suchaja Synja (Сухая Сыня), lungo 20 km, che scendono dal versante orientale degli Urali polari. Il fiume scorre all'estremità nord-occidentale del bassopiano della Siberia occidentale in direzione sud/sud-ovest. Presso il villaggio di Ovgort (Овгорт), riceve l'affluente destro Nes"ëgan (Несъёган) e fa una forte inversione, prendendo la direzione nord-est. Il canale del fiume si espande significativamente e raggiunge i 300 m di larghezza. Al villaggio di Svjatoj Mys, a 30 km dalla foce, gira verso nord, scorrendo parallelamente al braccio laterale dell'Ob', il Malaja Ob', dove sfocia all'altezza dell'insediamento di Novyj Kievat (Новый Киеват) che si trova sulla sponda opposta.
La lunghezza della Synja è di 217 km (assieme alla Mokraja Synja 304 km). L'area del suo bacino è di 13 500 km². La sua portata media, a 88 km dalla foce, all'altezza del villaggio di Ovgort, è di 95,96 m³/s.
 
La Synja è navigabile per 90 km (dalla foce al villaggio di Ovgort).
I principali affluenti sono: Lesmiëgan, Nes"ëgan e Bol'šoj Tukšin, tutti provenienti dalla destra idrografica. Il fiume è gelato, mediamente, da ottobre a maggio.
Al centro del fiume, piccoli gruppi etnici (chanti, komi, mansi) hanno case invernali e piccoli villaggi nelle terre tribali. Sulle rive del fiume ci sono diversi piccoli insediamenti: Mugort, Til'tim, Chorpungort, Ovolyngort, Vytvožgort, Ovgort, Jamgort, Svjatoj Mys e Sochinpol. I residenti visitano alcuni di essi solo durante il periodo di riproduzione di alcune specie di Coregonus che risalgono dall'Ob' alla Synja per deporre le uova.